# Crecimiento de la energía solar fotovoltaica

Ley de Swanson, la curva de aprendizaje de la celda solar desde 1975

El crecimiento mundial de la energía solar fotovoltaica ha seguido una curva exponencial durante más de dos décadas. Durante este periodo de tiempo, ha evolucionado desde un nicho de mercado basado en aplicaciones de pequeña escala hasta convertirse en una fuente convencional de electricidad. 
Cuando los sistemas fotovoltaicos se reconocieron por primera vez como una tecnología de energía renovable prometedora, se comenzaron a implementar programas de subvenciones en diferentes países para proporcionar incentivos económicos a las inversiones. Durante varios años, el crecimiento fue principalmente conducido por Japón y varios países europeos pioneros como Alemania. 
Como consecuencia, el coste de la energía solar fotovoltaica ha declinado significativamente debido a las mejoras en tecnología y economías de escala, sobre todo cuando la producción de módulos y células solares empezó a dispararse en China. Desde entonces, el despliegue de la fotovoltaica se está produciendo a cada vez mayor escala, particularmente en Asia pero también en América del Norte y otras regiones, donde la energía solar está compitiendo cada vez más con fuentes de energía convencional, al alcanzarse la paridad de red en aproximadamente 30 países.: 9 

## Crecimiento por países

### China
La energía fotovoltaica se ha convertido en una de las mayores industrias de la República Popular China. El país asiático es líder mundial por capacidad fotovoltaica, con una potencia instalada a principios de 2019 superior a los 170 GW. Cuenta además con unas 400 empresas fotovoltaicas, entre las que destacan Trina Solar, Jinko Solar y JA Solar, gigantes mundiales en la fabricación de paneles solares. En 2014 producía aproximadamente la mitad de los productos fotovoltaicos que se fabrican en el mundo (China y Taiwán juntos suman más del 60 % de cuota). La producción de paneles y células fotovoltaicas en China se ha incrementado notablemente durante la última década: en 2001 mantenía una cuota inferior al 1 % del mercado mundial, mientras que por las mismas fechas, Japón y Estados Unidos sumaban más del 70 % de la producción mundial. Sin embargo, la tendencia se ha invertido y en la actualidad China supera ampliamente al resto de productores.
La capacidad de producción de paneles solares chinos prácticamente se cuadruplicó entre los años 2009 y 2011, superando incluso la demanda mundial. Como resultado, la Unión Europea acusó a la industria china de estar realizando dumping, es decir vendiendo sus paneles a precios por debajo de coste, imponiendo aranceles a la importación de este material.

### Alemania
Alemania dispone a principios de 2016 de una potencia instalada cercana a los 40 GW. Solo en 2011, Alemania instaló cerca de 7,5 GW, y la fotovoltaica produjo 18 TW·h de electricidad, el 3% del total consumido en el país.
El mercado fotovoltaico en Alemania ha crecido considerablemente desde principios del siglo XXI gracias a la creación de una tarifa regulada para la producción de energía renovable, que fue introducida por la "Erneubare-Energien-Gesetz" (ley de energías renovables), ley publicada el año 2000. Desde entonces, el coste de las instalaciones fotovoltaicas ha descendido más del 50% en cinco años, desde 2006. Alemania se ha marcado el objetivo de producir el 35% de la electricidad mediante energías renovables en 2020 y alcanzar el 100% en 2050.

### Japón
La venta de módulos fotovoltaicos para proyectos comerciales ha crecido rápidamente tras la introducción por parte del Gobierno japonés en julio de 2012 de una tarifa para el incentivo de la fotovoltaica tras el accidente nuclear de Fukushima y la paralización de la mayoría de las centrales nucleares que tiene el país.
En 2014, potencia fotovoltaica instalada alcanzó en Japón su récord histórico con 10 GW, comparados con los 7 GW instalados en 2013. A finales de 2014, la potencia total fotovoltaica instalada en el país se situaba en torno a los 23 GW, que contribuían aproximadamente en un 2,5% a la demanda eléctrica del país. Durante el verano de 2015, se informó que la producción fotovoltaica en Japón había cubierto en determinados momentos el 10 % de la demanda total nacional.
La previsión apunta a que el mercado fotovoltaico japonés crecerá aún más en los próximos años, añadiendo solo en 2015 otros 10,4 GW más.

### Estados Unidos
Estados Unidos es desde 2010 uno de los países con mayor actividad en el mercado fotovoltaico, cuenta con grandes empresas del sector, como First Solar o SolarCity, así como numerosas plantas de conexión a red. A principios de 2015, Estados Unidos superó los 20 GW de potencia fotovoltaica instalada, suficiente para proporcionar electricidad a más de 4 millones de hogares, tras instalar 8 GW solo en 2014.

### India
India está densamente poblada y tiene también una gran irradiación solar, lo que hace del país uno de los mejores candidatos para el desarrollo de la fotovoltaica. En enero de 2015, el gobierno indio incrementó de forma significativa su planes de desarrollo solar, estableciendo un objetivo de inversiones por valor de 100.000 millones de dólares y 100 GW de capacidad solar para 2022.
A comienzos de 2016, la potencia total instalada en India se situaba por encima de los 5 GW. India espera instalar unos 12 GW en 2016 para alcanzar rápidamente los 20 GW instalados, cumpliendo su objetivo de crear 1 millón de puestos de trabajo y alcanzar 100 GW en 2022.

### Otros mercados

#### Canadá
La planta solar fotovoltaica Sarnia, cercana a Ontario, era a finales de 2010 la más grande del mundo, con una capacidad instalada de 80 MW, hasta que fue superada por otras en China, India y Estados Unidos. Esta planta cubre aproximadamente 96 hectáreas, y contiene cerca de 1,3 millones de módulos de capa fina. Su generación anual de energía se estima en 120 000 MW·h, que si fueran producidos por una planta de carbón convencional implicarían la emisión a la atmósfera de 39 000 toneladas de CO2 cada año.
Muchas regiones de Canadá se encuentran escasamente pobladas y son difíciles de acceder, pero no gozan de un acceso óptimo a la radiación solar debido a las elevadas latitudes en la mayor parte del país. La tecnología fotovoltaica se usa cada vez con mayor frecuencia en aplicaciones aisladas, generalmente para alimentar viviendas en lugares remotos, equipos de telecomunicaciones, estaciones de control de oleoductos y aparatos de navegación. El mercado canadiense ha crecido rápido en los últimos años, y existen numerosas compañías que fabrican paneles solares, equipos, sistema de bombeo solar y sistemas de iluminación fotovoltaica.
Uno de los usos más importantes de la energía solar fotovoltaica se encuentra en las regiones más septentrionales del país, cuyos asentamientos dependen en gran medida de instalaciones diésel para generar electricidad. Desde mediados de la década de 1970, el gobierno federal y la industria ha apoyado el desarrollo de tecnologías fotovoltaicas para dichas comunidades. Algunos de estos esfuerzos se han centrado en el uso de sistemas híbridos que proporcionan energía 24 horas al día, utilizando la energía fotovoltaica cuando la radiación solar lo permite, en combinación con otras formas de generación de energía.

#### Grecia
A finales de septiembre de 2013, la capacidad fotovoltaica total instalada en Grecia había alcanzado 2523 MW, de los que 987 MW se habían instalado durante el período comprendido entre enero y septiembre de 2013, a pesar de la grave crisis financiera que sufre el país. Se espera que la energía producida mediante fotovoltaica cubra el 7 % del consumo griego de electricidad en 2014.

#### Oceanía
Tokelau, un archipiélago ubicado en el océano Pacífico, se convirtió en 2013 en el primer país del mundo en obtener toda la electricidad que necesita del Sol. El país lo forman unos 125 islotes que abarcan un área de 10 km² y cuenta con cerca de 1500 habitantes. La situación geográfica del archipiélago hace que el uso de combustibles fósiles sea comparativamente mucho más caro y difícil de mantener que un sistema fotovoltaico.
La instalación de Tokelau es un ejemplo del que ya han tomado nota otros países de Oceanía. De hecho, las vecinas Islas Cook y el archipiélago de Tuvalu también pretenden abastecerse completamente a partir de energías renovables para el año 2020.

#### Argentina en la Antártida
El proyecto argentino IRESUD, a partir de energía solar desde la Antártida, tiene por objeto introducir tecnologías asociadas con la interconexión a la red eléctrica, en áreas urbanas y periurbanas, de sistemas solares fotovoltaicos (FV) distribuidos, contemplando cuestiones técnicas, económicas, legales, y regulatorias, contribuyendo paulatinamente a la reducción de la emisión de gases de efecto invernadero.

Está conformado por un consorcio público-privado de dos organismos argentinos estatales (Comisión Nacional de Energía Atómica - CNEA, Universidad Nacional de San Martín - UNSAM) y varias empresas privadas.

Se trata de un sistema interconectado que está compuesto fundamentalmente por paneles solares fotovoltaicos y un inversor que transforma la corriente continua en alterna. Sigue el punto de trabajo de máxima generación de los módulos fotovoltaicos, y sincroniza la tensión generada con la proveniente de la red.

Se encuentran operativos desde diciembre de 2014, proveyendo en su conjunto unos 2 kWh,, los ocho paneles fotovoltaicos interconectados a la red eléctrica de la Base Antártica Marambio, instalados desde 2014.

En el marco de la Campaña Antártica de Verano 2017 – 2018 se realizarán verificaciones de rutina del funcionamiento de toda la instalación como parte de las actividades del Apoyo a la Actividad Antártica a través de su Dirección General de Investigación y Desarrollo (DGID).
Las evaluaciones confirmaron la eficiencia de los paneles instalados en Base Marambio.